# Козарац (Приједор)
Козарац је насељено мјесто у граду Приједор, Република Српска, БиХ. Према попису становништва из 2013. у насељу је живјело 2.587 становника.

## Географија
Козарац се налази на сјеверозападу Босне и Херцеговине, на подручју Босанске Крајине. Мјесто стоји на југозападним подножју Козаре, 9 км од Приједора и 40 км од Бања Луке.

## Историја
Козара, касније Козарац је средњовековни град. Од оснивања Приједора има мањи значај. У Козарцу је 1334. била подигнута црква св. Мартина. Према народном предању лоцирана је била у подножју козарачког обронка Мађарске косе, заселак Махмиљинима, насеље Козаруша. Војвода Хрвоје Вукчић био је власник града Козаре (1413), а после његове смрти господар Козарца је постао мађарски краљ Жигмунд Луксембуршки. Још 1425. спомиње се Козара као његово власништво. Град је подигнут на југозападним обронцима планине Козара. Посада утврде је осигуравала саобраћај Бања Лука — Козарац — Нови Град — Сански мост са осталим локалним мањим насељима. Због потреба посаде досељавали су се разни обртници (зидари, ковачи, тесари, кројачи). Са развојем насеља испод града мења се живот и изглед околног краја. Смештен на добром трговачком путу развија се у трговачки град и постаје средиште српске жупе.
Од 1518. Козарац постане део Османског царства, падом Хрватске Костајнице под Аустрију 1687/1688. у Козарац се насели доста грађана Костајнице, тада се и суд помери у тај град, тако постане седиште костајничке бекије. Тиме Козарац постане војни и судско-административни центар околног подручја.
У јесен 1717. Аустрија на кратко време заузме град. Турци су 1736. козарачки град темељито поправили и осигурали са 12 топова, саграђена је и нова кула — седиште козарачког капетана и одбрамбене посаде града. Градски камени бедеми били су дебљине 1 м, висине 5 м, дужине 200 м и ширине 10 м, који су затварали површину правоугаоника. У град се улазило са све четири стране кроз капије. Путеви су били делимично калдрмисани и укрштавали се у средишту града. На тој раскрсници била је постављена и џамија са бунаром. На бедему са северне стране подигнут је камени бастион (табија). За време турске владавине у граду се сменило неколико капетана. Први је био Мустафа-капетан, Муратов син, споменут у документу из 1709. и 1721. коју је сам потписао. Главна дужност посаде капетаније је да спречи продоре Аустријанаца у Босну. Други капетан је био Мурат, син Мустафе-капетана. Спомиње се 1730. и 1738. Трећи је био Омер-капетан, умро 1799. Године 1800. спомиње се наследник, Мустафа-бег, као козарачки капетан био је до 1818. Следи Мустафин брат, Мехмед-бега, који је био последњи капетан Козарца.
Институција капетаније је тако трајала од 1558. до 1835. Под притиском европских сила султан Махмуд II прогласи 1839. хатишериф, листу демократских слобода, на основу које се касније издаје низ других законских уредби познатих под именом Тезимати хајрије (спасоносне уредбе). Уредбе су ишле за побољшање материјалног стања кметова и остале раје, што није годило повлашћеним елементима. Феудалци (турске аге и бегови) су ометали реализовање тих уредби, а крајишници (Срби) отпочињу местимичне устанке. Упућивани намесници били су немоћни да укроте босанске аге. На крају је ствар предата у руке Омер-паша Латаса. 1850. Омер паша дође у Сарајево са великом војском. После две недеље кренуо је из Сарајева преко Бања Луке у Крајину. Прве окршаје имао је пред Козарцом, своје топове је поставио пред Камичанима, преко пута православног гробља. У отпору против паше Латаса судјеловали су и два сина Мехмед-бега, капетана Приједорског. Турске аге су срушиле све мостове али је паша Латас изашао као победник овог рата против босанских ага. Тада је била напуштена и тврђава, коју је посада напустила 1839. године.
Након берлинског конгреса 1878. Босна и Херцеговина ушла је под Аустро-угарску администрацију, а 1908. Козарац је Аустро-угарска окупирала (анексија Босне). После Првог светског рата град постаје део Краљевине Југославије.
Овде се налази библиотека „Илијас еф. Махмуљин“ у Козарцу.
Овде се налази Тврђава Козарац.

## Становништво
| Националност       | 1991.          | 1981.          | 1971.          |
| Муслимани          | 3.740 (92,45%) | 3.107 (88,09%) | 2.715 (90,86%) |
| Срби               | 96 (2,37%)     | 82 (2,32%)     | 124 (4,14%)    |
| Хрвати             | 35 (0,86%)     | 27 (0,76%)     | 38 (1,27%)     |
| Југословени        | 117 (2,89%)    | 254 (7,20%)    | 36 (1,20%)     |
| остали и непознато | 57 (1,40%)     | 57 (1,61%)     | 75 (2,51%)     |
| Укупно             | 4.045          | 3.527          | 2.988          |

## Галерија
- Поглед на Козару
- Џамија у Козарцу
- Две православне цркве у Козарцу (Православна црква светих Петра и Павла)